# Dye (EP)
Dye è il quindicesimo EP del gruppo sudcoreano Got7, pubblicato il 20 aprile 2020.

## Descrizione
Dye viene annunciato il 5 aprile 2020, in concomitanza con la pubblicazione di un trailer cinematografico narrato da una voce femminile che recita alcuni versi dall'atto secondo, scena seconda, di Romeo e Giulietta. I pre-ordini del disco iniziano il giorno seguente. Tra il 6 e l'11 aprile vengono pubblicati alcuni set di foto, ai quali fa seguito il 12 aprile l'elenco delle tracce: il disco è composto da sei canzoni, alle quali si aggiungono, nella sola edizione fisica, quattro brani eseguiti in anteprima dal gruppo durante il Keep Spinning World Tour. Il 14 e il 15 aprile escono i teaser del video musicale, e il 16 l'anteprima audio dei brani.
L'EP viene pubblicato in Corea il 20 aprile alle 18 e presentato due ore dopo al pubblico attraverso V Live: la diretta, seguita da 1,77 milioni di fan e ospitata da Go Young-bae dei Soran, vede i Got7 esibirsi con alcune delle canzoni, e condividere informazioni ed opinioni sul disco. Contemporaneamente a Dye esce il video musicale del brano apripista Not By The Moon, che vede i membri intraprendere un viaggio per trasformare una tragedia in una storia d'amore a lieto fine e per infondere l'eternità nella luna in continuo mutamento. Influenzato da Romeo e Giulietta, il video contiene elementi di regalità, astronomia, misticismo e magia.
Dye esplora un lato più drammatico, romantico e maturo del gruppo, ed è una continuazione dell'EP precedente, Call My Name, e della traccia You Calling My Name. Il titolo, "tingere", esprime la speranza del gruppo che la propria musica penetri e colori molte persone, oltre a creare un gioco di parole con l'inglese "die", "morire".
Il disco contiene canzoni che esplorano l'amore da varie prospettive ed è stato strutturato pensando a un romanzo classico. Si apre con il brano di genere synth-pop Aura, composto da Youngjae, che, con le sue atmosfere "sognanti" e "ariose" parla del momento in cui ci si innamora; a esso segue la future bass Crazy, composta da JB, rappresentante, invece, l'approfondirsi del sentimento.
Il climax viene raggiunto con il pezzo R&B e synth-pop Not By The Moon: composto, tra gli altri, dai danesi Jay & Rudy (Jakob Mihoubi e Rudy Daouk), che l'hanno costruito dal ritornello, è stato scelto tramite una votazione alla cieca e sviluppato in base alle caratteristiche dei membri del gruppo. Tra i compositori figura anche J.Y. Park, autore del testo in coreano insieme a Lee Su-ran. In termini di atmosfera, il brano è un'estensione di You Calling My Name, rispetto alla quale è "più potente e triste", e promette amore eterno alla persona amata, giurando di proteggerla restando costanti, e chiedendo di non fare promesse d'amore sulla luna mutevole. Not By The Moon fa inoltre del verbo "tingere" il suo fulcro: il brano è partito dalla frase "Dal momento in cui hai chiamato il mio nome, ti ho trovato e ho iniziato a essere tinto da te", ed esprime le sensazioni di quando si accetta un'altra persona e si inizia a esserne influenzati.
Love You Better, scritta da Jinyoung, è una "dolce e romantica serenata" jazz e pop che dà l'impressione che al mondo sia rimasta solo la coppia di amanti, e alla quale si collega Trust My Love, un ibrido di reggaeton e house con elementi R&B ispirato alla musica latina, che descrive invece la crisi che l'attende. Quest'ultima è espressa nel brano hip hop Poison, che, chiudendosi con le parole "Anche se sei veleno, ti bacio come se fosse destino" (네가 독이라 해도 난 마치 운명처럼 키스해?, Nega dog-ira haedo nan machi unmyeongcheoreom kiseuhaeLR), comunica il messaggio che si amerà con tutta la propria forza anche se si tratta di una tragedia annunciata. Poison è stata co-composta da Yugyeom, che l'ha coreografata insieme a Jackson e Jinyoung.
Dei quattro brani esclusivi del formato fisico, Ride è stato scritto da JB pensando a un viaggio in moto lungo una strada costiera, mentre il brano solista di Youngjae, Gravity, è stato composto a dicembre 2017.

## Accoglienza
Chris Gillett del South China Morning Post ha valutato il disco positivamente, definendolo "ermetico e conciso dall'inizio alla fine, e contagioso come sempre", lodandone i diversi generi e commentando come il gruppo non avesse ancora esaurito la creatività, mentre Amanda Lee di Soundigest ha scritto che i Got7 "non hanno mai paura di sperimentare e crescere come artisti", e che Dye manifesta la loro maturità e raffinatezza di gruppo nell'industria da sei anni.
Im Dong-yeop di IZM ha attribuito a Not By The Moon due stelline e mezza su cinque, notandone l'arrangiamento pulito.

## Tracce
1. Aura – 3:08 (testo: Ju Chan-yang, Ars (Youngjae), Nihwa – musica: Ju Chan-yang, Ars (Youngjae), Nihwa, Lavin)
2. Crazy – 3:51 (testo: Defsoul (JB), Mirror Boy, D.ham, Munhanmaru – musica: Defsoul (JB), Mirror Boy, Munhanmaru)
3. Not By The Moon – 3:24 (testo: J.Y. Park "The Asiansoul", Lee Su-ran – musica: J.Y. Park "The Asiansoul", Jay & Rudy, Isaac Han, Aron Kim, Okiro)
4. Love You Better – 3:21 (testo: Park Jin-young, Jo Mi-yang, room 102 – musica: Frederik Jyll, BLSSD)
5. Trust My Love – 3:12 (testo: B-Rock, 10Years – musica: Davey Nate, Keith Hetrick, Appu Krishnan)
6. Poison – 2:55 (testo: Motmal – musica: Kim Yugyeom, Davey Nate, A-Dee)

Tracce aggiuntive del CD fisico
1. Ride – 1:52 (testo: Defsoul (JB) – musica: Defsoul (JB), Zayson, iHwak, Royal Dive)
2. Gravity – 1:40 (Ars (Youngjae), Noday)
3. God Has Return + Mañana – 4:10 (testo: Jackson Wang, Mark, BamBam – musica: BamBam, Frants)
4. JY&YG Dance – 2:49 (musica: Frants, Secret Weapon)

## Formazione
- Mark – rap
- JB (Defsoul) – voce
- Jackson – rap
- Jinyoung – voce
- Youngjae (Ars) – voce
- BamBam – rap
- Yugyeom – voce

## Successo commerciale
Durante la prima settimana, Dye ha venduto 281 791 copie secondo la classifica Hanteo, fissando un nuovo record per il gruppo e superando il disco precedente Call My Name. Si è classificato al primo posto della classifica mensile di aprile della Gaon Chart con 339 737 copie vendute, dominando le classifiche dei download e degli album nella diciassettesima settimana del 2020 (19-25 aprile). A giugno 2020 è stato certificato platino.
Negli Stati Uniti, ha debuttato al quarto posto sulla World Albums Chart di Billboard e al nono sulla Heatseekers Album Chart, entrando in 45ª posizione sulla Independent Albums nella settimana terminante il 2 maggio; nel Regno Unito, è arrivato 49º sulla Album Downloads Chart nella settimana terminante il 30 aprile. Not By The Moon si è invece posizionata al quinto posto della World Digital Song Chart di Billboard.

## Classifiche

### Classifiche settimanali
| Classifica (2020) | Posizione massima |
| ----------------- | ----------------- |
| Belgio (Fiandre)  | 192               |
| Corea del Sud     | 1                 |
| Giappone          | 22                |
| Spagna            | 71                |
| Svizzera          | 94                |

### Classifiche di fine anno
| Classifica (2020) | Posizione |
| ----------------- | --------- |
| Corea del Sud     | 21        |

## Riconoscimenti
- Circle Chart Music Award
  - 2021 – Candidatura a Album dell'anno (Secondo quarto)[52]
- Golden Disc Award
  - 2021 – Disc Bonsang[53]
  - 2021 – Candidatura a Disc Daesang